# Södra Lomtjärnen, Dalarna
Södra Lomtjärnen är en sjö i Älvdalens kommun i Dalarna och ingår i Dalälvens huvudavrinningsområde.